# Nobles de diez lanzas
Los nobles de diez lanzas (en húngaro: tízlándzsások), también lanceros de Szepes, lanceros de Spiš o portadores de lanzas de Szepes (en húngaro: szepesi lándzsásnemesek) eran un grupo de nobles condicionales que vivían en la región de Szepes del Reino de Hungría (actual Spiš en Eslovaquia). Estos nobles anteriormente formaban parte del contingente asignado a funciones de guardia fronteriza en la periferia de los territorios conquistados en la región. En el siglo XIII, algunos de estos grupos se integraron oficialmente en la nobleza húngara. Recibieron sus privilegios del rey Bela IV de Hungría en 1243. Estaban obligados a equipar diez caballeros o lanceros. No estaban sujetos a la autoridad del ispán (o conde) del Condado de Szepes y se les recaudaba impuesto solo si los "sirvientes reales" (o nobles) también estaban obligados a pagarlo. Inicialmente, formaban unas 40 familias, pero su número disminuyó a menos de 20 familias en el siglo XVI. Perdieron su estatus especial en 1804.